# 3502 Huangpu
3502 Huangpu је астероид главног астероидног појаса чија средња удаљеност од Сунца износи 3,128 астрономских јединица (АЈ).
Апсолутна магнитуда астероида је 11,8.